# Lithostege transversaria
Lithostege transversaria är en fjärilsart som beskrevs av Bytinsky-salz och Brandt 1937. Lithostege transversaria ingår i släktet Lithostege och familjen mätare. Inga underarter finns listade i Catalogue of Life.